# Polen Ünver
Polen Ünver z d. Uslupehlivan (ur. 27 sierpnia 1990 w Adana) – turecka siatkarka, grająca na pozycji atakującej. Od sezonu 2020/2021 występuje w drużynie THY Stambuł.
Jej mężem jest siatkarz İzzet Ünver.

## Sukcesy klubowe
Mistrzostwo Turcji:
- 2013, 2014, 2015, 2017
- 2010, 2016
- 2018, 2019, 2021

Puchar Turcji:
- 2013, 2014, 2015, 2017

Superpuchar Turcji:
- 2013, 2015

Klubowe Mistrzostwa Świata:
- 2013

Liga Mistrzyń:
- 2013
- 2014
- 2016

## Sukcesy reprezentacyjne
Mistrzostwa Europy Juniorek:
- 2008

Liga Europejska:
- 2014
- 2011

Mistrzostwa Europy:
- 2011, 2017

Grand Prix:
- 2012

Igrzyska Śródziemnomorskie:
- 2013

Volley Masters Montreux:
- 2015
- 2016

Igrzyska Europejskie:
- 2015